# 棣园
棣园是江苏省扬州市的一处中国古典园林，位于南河下26号。现为扬州市文物保护单位。
明代始建，清代曾为陈氏小方壶、黄氏驻春园、洪氏小盘洲，1844年由包氏改建为棣园。当时扬州盐业已由盛转衰，甲于天下的园林也大多荒废，这时的棣园为扬州园林之精美者。
太平天国战争以后，两江总督曾国藩重设淮盐总栈，不少湘军将士退伍后在扬州经营盐业，唐仓崧、王辅周、魏次庚等湖南籍盐商在扬州清末盐业中占有重要地位。光绪初年，湖南盐商仿《红楼梦》大观园，将此处改建为湖南会馆。湖南会馆为扬州的大型会馆之一，占地十余亩，前临南河下，后至花园巷，西濒居士巷，东接江西会馆。包括东、中、西三路四合院住宅群落，共有房屋一百余间。
1950年代以后，湖南会馆为中国船舶重工集团公司第七二三研究所占用。原有住宅和园林、戏台被破坏，水池、假山被埋入土中。，改建现代建筑。现用作招待所。
目前湖南会馆仅存门楼、观戏厅、蝴蝶厅。湖南会馆门楼为扬州现存最大的会馆门楼，拥有48幅精美砖雕图案。